# Ekaterina Svanidzé
Ekaterina « Kato » Svanidzé (en géorgien : ქეთევან სვანიძე), née le 2 avril 1885 et morte le 22 novembre 1907, géorgienne, est la première épouse de Joseph Staline. Le mariage a lieu à l'église, à la demande de Kato, le 16 juillet 1906.
Après un mariage parsemé des absences de « Koba », surnom que porte alors Staline, elle meurt, probablement du typhus, le 22 novembre 1907.
Le 31 mars 1907, Ekaterina donne naissance à un fils, Iakov Djougachvili, qui grandit jusqu'à l'âge de quatorze ans en Géorgie, élevé par sa tante et entouré de sa famille maternelle. Il doit ensuite vivre à Moscou auprès de son père avec qui il a une relation difficile, ce qui le pousse à commettre une tentative de suicide.

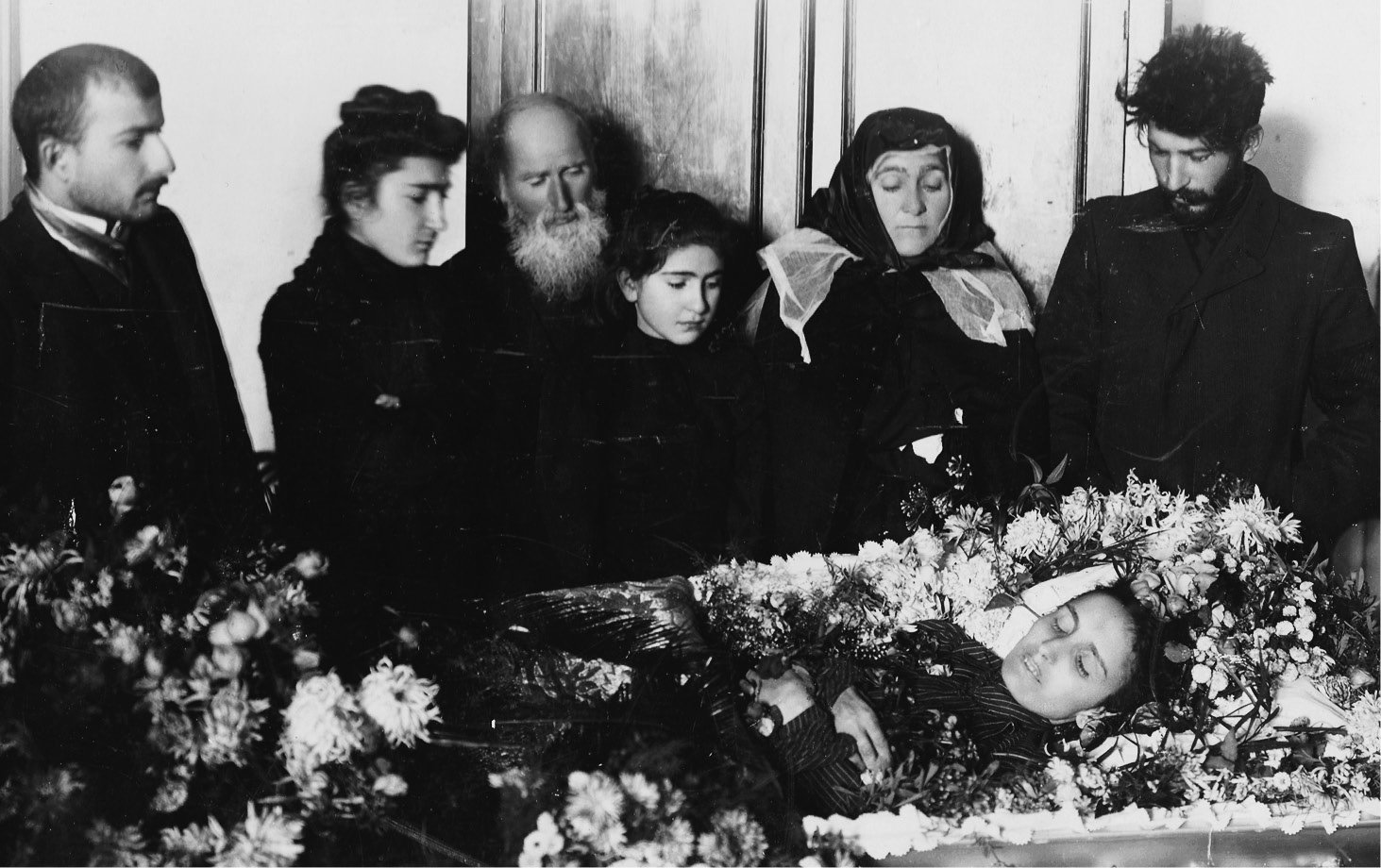
Funérailles de Kato Svanidze, en présence de sa famille et de son époux Joseph Staline (à droite).

À la mort de son épouse, Staline aurait confié à un ami : « Cette créature adoucissait mon cœur de pierre ; elle est morte, et avec elle sont morts mes derniers sentiments tendres envers l'humanité ». Pendant les Grandes Purges, une partie de la belle-famille de Staline, après avoir partagé des années son quotidien au Kremlin, fut arrêtée, puis exécutée avec son accord. Son beau-frère, Aliocha Svanidzé, compagnon de séminaire de Staline et sa femme Maria Svanidzé étant notamment fusillés en 1941.